# Alfred av Liechtenstein
Alfred Alois Eduard av Liechtenstein, född 1842 i Prag, död 1907 på slottet Frauenthal, var en österrikisk politiker. Han var son till Frans de Paula av Liechtenstein (1802-1887) och hans maka, grevinnan Julie Potocka.
Alfred var ursprungligen kavalleriofficer, var 1873-99 ledamot av steiermarkska lantdagen, 1879-87 av österrikiska deputerande kammare och från 1887 livstidsmedlem av österrikiska herrehuset. Alfred av Liechtenstein var en av de tyskklerikalas ledare, och grundade 1883 den efter honom uppkallade Liechtensteinklub.
Gift i Wien 26 april 1865 med sin kusin, furstinnan Henriette av Liechtenstein (1843-1931).
Bodde på Schloss Hollenegg och Frauenthal, Steiermark, Österrike. 

## Barn
1. Fransisca Maria Johanna av Liechtenstein (1866-1939) ogift
2. Frans de Paula av Liechtenstein (1868-1927) ogift
3. Julia av Liechtenstein (f. och d. 1868)
4. Aloys av Liechtenstein (1869-1955) gift med Elisabeth av Österrike
5. Maria Theresia Julie av Liechtenstein (1871-1964) ogift
6. Johannes Frans av Liechtenstein (1873-1959) gift med Marie Andrássy von Czik-Szent-Király
7. Alfred Roman av Liechtenstein (1875-1930) gift med Theresia Maria av Oettingen-Oettingen
8. Heinrich Aloys av Liechtenstein (1877-1915) ogift
9. Karl Aloys av Liechtenstein (1878-1955) gift med Elisabeth von Urach-Württemberg
10. Georg Hartmann Josef av Liechtenstein (1880-1931) ogift